# Thomas Gaardsøe
Thomas Gaardsøe est un footballeur danois, né le 23 novembre 1979 à Gassum au Danemark. Il évolue comme stoppeur.

## Biographie
Gaardsøe est formé et débute au AaB Ålborg à l'âge de 18 ans. Il devient un membre à part entière de l'effectif à 19 ans et devient un titulaire en défense centrale à l'âge de 21 ans lors de la saison 2000-2001.
Ses performances ont attiré les regards outre-manche et en août 2001, il s'engage avec le club anglais d'Ipswich Town, club de Premier League, pour près de 2,9 millions €.
Sa première saison est cauchemardesque, Ipswich est relégué et Thomas n'a disputé que quatre matchs, marquant toutefois un but contre Sunderland. Sa seconde saison à l'étage inférieur est nettement meilleure, il s'impose comme titulaire et dispute quarante et un matchs.
Son excellente saison lui vaut un transfert à West Bromwich Albion, qui joue les premiers rôles en FL Championship, pour près de 770 000 €. Sa première saison est pleine, Thomas dispute tous les matchs de son équipe et lui permet de monter en Premier League. L'année suivante, West Bromwich se maintient et Thomas dispute vingt-huit matchs.
Malheureusement au début de la saison 2005-2006, il se blesse sérieusement à l'aine. N'arrivant pas à revenir, il assiste impuissant à la relégation de son équipe.
Le 19 décembre 2006, n'arrivant pas à se soigner, il annonce qu'il met un terme à sa carrière à seulement 27 ans.
Il faut près de trois ans à Thomas pour arriver à soigner et récupérer de cette blessure à l'aine. Et le 29 mai 2009, il annonce son retour à la compétition en signant un contrat de six mois avec le AaB Ålborg, son club formateur.
Toutefois, Thomas n'a pas retrouvé son niveau d'antant, et son club décide de ne pas prolonger son contrat.
Auteur de six matchs en championnat, ses performances ont tout de même convaincu le Esbjerg fB qui l'engage en janvier 2010, il y termine sa carrière après la saison 2011-2012.

## Sélection nationale
Thomas Gaardsøe obtient sa première sélection le 16 novembre 2003 contre l'Angleterre, à l'occasion d'un match amical que les Danois gagnent (3-2) à Wembley.
Il connaît sa seconde et dernière sélection le 18 août 2004 à Poznań lors d'un match amical contre la Pologne. Le Danemark s'impose largement (5-1) et Gaardsøe inscrit son premier et unique but international.

## Palmarès
AaB Ålborg
- Champion du Danemark (1) : 1999